# Борго Ђенерал Канторе (Тренто)
Борго Ђенерал Канторе је насеље у Италији у округу Тренто, региону Трентино-Јужни Тирол.
Према процени из 2011. у насељу је живело 56 становника. Насеље се налази на надморској висини од 150 м.